# Броненосни крайцери тип „Дук оф Единбург“
Дук оф Единбург (на английски: Duke of Edinburgh) са серия броненосни крайцери на Кралския военноморски флот, построени в началото на XX век. В кралския флот се отнасят към крайцерите от 1-ви клас. Всичко от проекта са построени 2 единици: „Дук оф Единбург“ (на английски: HMS Duke of Edinburgh) и „Блек Принс“ (на английски: HMS Black Prince). Строени са, за да действат като авангард на главните линейни сили на флота. Всички те вземат активно участие в Първата световна война.
Проектът получава развитие в броненосните крайцери от типа „Уориър“.

## Проектирование
По времето на тяхното проектиране стават промени във вижданията за използването на броненосните крайцери. Освен изпълняване на преките им крайцерски задължения, при по-тежко въоръжение и защита, се предполага тяхното задействане като бързоходно крило в състава на линейния флот, ориентирано срещу германските „олекотени панцири“ от типа „Кайзер“, типа „Вителсбах“ и „Фюрст Бисмарк“ (SMS Fürst Bismarck). В този момент традиционното британско противостояние с Франция и Русия бързо се сменя с затопляне на отношенията им пред лицето на новата заплаха, изхождаща от бързо разтящия германски флот и, макар новите броненосни крайцери да могат с успех да се използват в качеството на защитници на търговията, но и в състава на броненосната ескадра те обладават значителна бойна ценност, от която никой командващ не би се отказал във вид на такова допълнение към своите броненосци.
Оказва се, че крайцерите от 1-ви клас за непосредствено съпровождение на ескадрите не са достатъчно. Последните крайцери, които са специално създадени за тази цел, са „Едгарите“. След тяхното построяване прогърмяват боевете на Японо-китайската и Испано-американската войни, и се появява опитът, че е нужен броненосен крайцер, напълно съответстващ на новия ескадрен броненосец. Изискването за въоръжение: не по-малко от четири 234 мм оръдия в бордовия залп и „максимално възможния“ брой 152 мм оръдия в бордовия залп, брониране: пояс по водолинията с максимално голяма площ. Скорост на хода 22,33 възела при осемичасови изпитания.

## Конструкция
Няма никакви ограничения при проектирането: „Британският флот винаги пътешества в първа класа“. Единственото ограничение в размерите стават възможностите на доковете и корабостроителните предприятия.
Водоизместимост: нормална – 12 590 дълги тона (12 790 т), пълна – 13 965 дълги тона (14 189 т).
Дължина: между перпендикулярите от 480 фута (146,3 м), максимална: 505 фута и 6 дюйма (154,1 м). Ширина: максимална по конструктивната водолиния – 22,4 м. Газене по конструктивната водолиния 26 фута и 6 дюйма (8,1 м) по носа и 27 фута и 6 дюйма (8,4 м) при кърмата. Крайцерите са проектирани с повече от 2500 дълги тона по-големи, отколкото типа „Девъншир“, но недонатоварването им съставя почти 1000 тона и това е своево рода рекорд.

### Корпус
Продължавайки борбата за незабележимост и малоуязвимост, корпусът, при кърмата, е снижен с една палуба. Надстройките са съкратени максимално – вентилационните кожуси стоят направо върху палубата. Височината на комините не превишава нивото на покрива на щурманската рубка, но след няколко години тя е увеличена с 1,8 м, за да се избегне задимяването на мостиците и рубките при попътен вятър.

### Силова установка
Крайцерите имат две 4-цилиндрови парни машини тройно разширение, всяка привежда в действие свой гребен вал, които имат обща мощност от 23 000 индикаторни конски сили (17 150 кВт) и са разчетени за максималната скорост от 22,33 възела (42 км/ч). Машините се привеждат в действие от 20 водотръбни котли Babcock & Wilcox и шест цилиндрични котела. Запасът гориво е: 2150 д. тона въглища и 600 д. т нефт, която се разпрашава върху въглищата. Пълният запас гориво стига за 8130 морски мили (15 060 км) на ход 10 възела (19 км/ч). Корабите на изпитанията надхвърлят контрактната скорост и могат да плават с 22,5 възлов ход 8 часа. „Блек Принс“ става един от първите крайцери, за които за по-интензивен процес на изгаряне на горивото отгоре върху слоя горящи въглища се прави разпръскване на нефт – и в това време при него, от комините, излизат огромни кълба дим.

### Брониране
Круповски тип корабна броня. Броневият пояс е с дебелина 152 mm, частта над водолинията се извисява на 4,42 m над нивото на водата, а под водолинията обхваща 1,47 m. Челата на цитаделата се защитават от 152 mm траверси. Оръдията в батареята се разделят от къси 51 mm прегради. Дебелината на пояса към носа намалява на 102 mm, а към кърмата до 76 mm. Горната бронепалуба, в частта на цитаделата е 18 mm, а в края 25 mm. Долната бронепалуба е бронирана с 19 mm броня, а в частта над рулевото устройство 38 mm. Кулите на главния калибър са защитени от 114 до 191 mm броня, а техните барбети – от 76 до 152 mm. Бронирането на бойната рубка става 254 mm. Бронята е разпределена на принципа „равноценно брониране“ – така че снарядът летящ към кораба от всяка възможна посока да се посреща от бронирана преграда с единаква здравина. Защитата е разчетана да противостои на бронебоен снаряд до 164 mm, а срещу фугасните снаряди от онова време до 305 mm, макар двойката 19 mm палуби в пределите на цитаделата да са явно недостатъчно. Крайцерите имат отлични шансове да уцелеят от болшинството попадения на 190 – 203 mm снаряди. Общата маса на бронята е 3075 тона. Като цяло, по сравнение с „Дрейк“, имат по-силно вертикално брониране и по-слабо хоризонтално.

### Въоръжение
Главният калибър се състои от шест 9,2 дюймови (234 mm) оръдия Mark X, разположени в кули. Всички те разполагат с хидравличен, и ръчен механизъм за насочване. Установките имат ъгъл на възвишение до 15°, което осигурява за 170 кг снаряд максимална далечина на стрелбата от 14 200 m, боезапасът им е 600 снаряда. Могат да се насочват във всички посоки, но заради възможни повреди при стрелбата не се насочват в мирно време в 30 градусови сектори по носа и кърмата. Темпът им на стрелба съставлява около три изстрела в минута. Средният калибър са десет 6 дюймови (152 mm) Mark XI. Разположени са прекалено ниско, за да мораг да водят огън при всякакво време, и фактически могат да действат само на скорост до среден ход и при идеално тихо море. Разположението на среднокалибрената артилерия е даже по-лошо, отколкото при „Дрейковете“. Противоминна артилерия се състои от скорострелните 47-mm оръдия „Викерс“ са за борба с вражески миноносци, но с малкия си калибър и далечина на стрелбата от около 6900 m са безполезни дори срещу такива от тях, които са по 300 – 400 тона, защото могат да обстрелват кораба без да попадат в техния обсег.
Боекомплектът им е: 234 mm – 600 снаряда; 152 mm – 1500 снаряда; 47 mm – 5000 снаряда, 18 броя торпеда за торпедните апарати.
| Оръдие                              | 9,2"/46,7 Mark Х | 6"/50 Mark XI | 24 cm SK L/40 | 15 cm SK L/40 |
| ----------------------------------- | ---------------- | ------------- | ------------- | ------------- |
| Година на начало на експлоатацията  | 1900             | 1906          | 1898          | 1898          |
| Калибър, мм                         | 234              | 152           | 240           | 150           |
| Дължина на ствола, калибра          | 46,7             | 50            | 40            | 40            |
| Скорострелност, изстрела в минута   | 3 – 4            | 5 – 7         | 1             | 5 – 6         |
| Ъгли на насочване                   | -5°/+15°         | -7°/+15°      | −5°/+30°      | -7°/+20°      |
| Тип зареждане                       | картузно         | картузно      | картузно      | картузно      |
| Тегло на снаряда, кг                | 172,4            | 45,3          | 140           | 40            |
| Начална скорост, м/с                | 847              | 895           | 836           | 800           |
| Максимална далечина на стрелбата, м | 14 170           | 13 085        | 16 900        | 13 700        |

## Модернизации
През март 1916 г. оръдейните амбразури на средната палуба са запушени, а шест 152 мм оръдия са пренесени на горната палуба. През май 1917 г. върху полубака на „Дук оф Единбург“ са добавени две 152 мм оръдия. Фокмачтата на съда е преустроена на тринога мачта, за да издържи теглото на директора за управление на огъня, вероятно, добавен през 1917 г.

## История на службата
- „Дук оф Единбург“ е заложен на 11 февруари 1903 г., спуснат на вода на 14 юни 1904 г., влиза в строй на 20 януари 1906 г. Включен е в състава на 5-а крайцерска ескадра на флота на Метрополията. Участва в Ютландското сражение. Впоследствие участва в ескортирането на атлантическите конвои. Изключен от списъците на флота през 1919 г[12]. Продаден за скрап на 12 април 1920 година.
- „Блек Принс“ е заложен на 3 юни 1903, спуснат на вода на 8 ноември 1904 г., влиза в строй на 17 март 1906 година. Включен е в състава на 2-ра крайцерска ескадра на Атлантическия флот. Потопен е на 31 май 1916 година – нощта след Ютландската битка, загиват 857 души[7].

## Оценка на проекта
Става ясно, че разузнаването се удава най-добре на големите мореходни разрушители и турбинните крайцери започвайки от типа „Бристъл“. Защитата на търговските пътища е осигурена от пълното затваряне на германския флот в Северно море. В качеството на бързоходно крило на линейния флот те са подложени на смъртоносна опасност, което и показва Ютландският бой. Те са подходящи само за конвойна служба в Атлантическия океан.

## Коментари
1. ↑  Всички характеристики са приведени според Ненахов Ю. Ю. Указ. Соч. С. 314.
2. ↑  Британците изхождат от принципа: „Ако нещо изглежда като броненосец, плава като броненосец и стреля като броненосец, то това, най-вероятно, е броненосец.“
3. ↑  Практическа бойна скорострелност е 2 изстрела в минута
4. ↑  Практическа бойна скорострелност е 2 изстрела за 3 минути